# Oldřichov (Jeníkov)
Oldřichov (německy Ullersdorf) je část obce Jeníkov v okrese Teplice v katastrálním území Oldřichov u Duchcova. Při sčítání lidu v roce 2011 se v Oldřichově nacházelo 160 domů a žilo zde 529 obyvatel.

## Historie
První písemná zmínka o vesnici se datuje k roku 1352. Ve středověku náležel Jeníkov i Oldřichov poddanstvím hradu Rýzmburk u Oseku. Po roce 1860 se k Jeníkovu připojily osady Oldřichov, Kocourkov, Dřevoruby, Křižanov, Staré a Nové Verneřice a Střelná.
Zavedení železnice v roce 1867 do Oldřichova a počátek těžby hnědého uhlí učinily celou oblast výrazně průmyslovou.

## Přírodní poměry
Obec Jeníkov s osadou Oldřichov leží v okrese Teplice v nadmořské výšce 250 metrů. V Oldřichově se nachází vodní nádrž Barbora, jež zaujímá rozlohu 65 ha a je největší vodní plochou v okolí. Vodní nádrž vznikla zatopením stejnojmenného povrchového dolu.

## Obyvatelstvo
Při sčítání lidu v roce 1921 zde žilo 993 obyvatel (z toho 499 mužů), z nichž bylo 281 Čechoslováků, 687 Němců, šest Židů, jeden příslušník jiné národnosti a osmnáct cizinců. Většina se hlásila k římskokatolické církvi, ale žilo zde také čtyřicet evangelíků, dvanáct židů a 207 lidí bez vyznání. Podle sčítání lidu z roku 1930 měla vesnice 1 200 obyvatel: 346 Čechoslováků, 823 Němců, osm příslušníků jiné národnosti a 23 cizinců. Stále převažovala římskokatolická většina, ale kromě ní bylo 37 lidí evangelíky, devět jich patřilo k církvi československé, čtrnáct k izraelské, jeden k nezjišťovaným církvím a 267 jich bylo bez vyznání.
|                                                                  | 1869 | 1880 | 1890 | 1900 | 1910 | 1921 | 1930  | 1950 | 1961 | 1970 | 1980 | 1991 | 2001 | 2011 |
| ---------------------------------------------------------------- | ---- | ---- | ---- | ---- | ---- | ---- | ----- | ---- | ---- | ---- | ---- | ---- | ---- | ---- |
| Obyvatelé                                                        | 320  | 476  | 599  | 820  | 966  | 993  | 1 200 | 830  | 716  | 607  | 560  | 446  | 491  | 529  |
| Domy                                                             | 50   | 63   | 69   | 81   | 92   | 94   | 141   | 142  | –    | 121  | 120  | 127  | 134  | 160  |
| Počet domů z roku 1961 je zahrnut v domech místní části Jeníkov. |      |      |      |      |      |      |       |      |      |      |      |      |      |      |

## Hospodářství a doprava
Přes Oldřichov vede železniční trať Ústí nad Labem – Chomutov. V železniční stanici Oldřichov u Duchcova z ní odbočuje trať do Litvínova, po které jezdí přímé vlaky Teplice v Čechách - Litvínov, a trať do Děčína, na které je osobní doprava zastavena. Obě tyto odbočné trati byly do Oldřichova zaústěny dodatečně jakožto přeložka někdejší Duchcovsko-podmokelské dráhy, vedené původně přes severněji položené Košťany.

## Osobnosti
- František Gregor Emmert (1940–2015), hudební skladatel